# Patric (football, 1993)
Pour les articles homonymes, voir Gabarron et Patric.
Patricio Gabarrón Gil, plus connu sous le surnom de Patric, né le 17 avril 1993 à Mula dans la région de Murcie en Espagne, est un footballeur espagnol qui évolue au poste de défenseur central à la SS Lazio.

## Biographie
Patric Gabarrón rejoint La Masia, le centre de formation du FC Barcelone en 2008 à l'âge de 15 ans. Il joue avec les différentes équipes de jeunes du Barça puis débute avec l'équipe réserve le 22 septembre 2012 face à l'Hércules d'Alicante.
Le 29 mai 2013, Patric remporte avec le FC Barcelone la finale de la Copa Catalunya face au RCD Espanyol.
Patric est convoqué par Gerardo Martino pour le match de Ligue des champions du 1er octobre 2013 face au Celtic Glasgow.
Patric débute officiellement avec le FC Barcelone le 26 novembre 2013 lors de la 5e journée de poule de Ligue des champions face à l'Ajax d'Amsterdam en rentrant sur le terrain à la place de Carles Puyol.
Patric fait partie des huit jeunes de l'équipe réserve choisis par l'entraîneur Luis Enrique pour effectuer la pré-saison 2014-2015 avec l'équipe première.
À l'été 2015, il est transféré à la Lazio de Rome.

### Palmarès
- Finaliste de la Coupe d'Italie en 2017 avec La Lazio